# Acura Classic 2000
Acura Classic 2000 — жіночий тенісний турнір, що проходив на відкритих кортах з твердим покриттям у Сан-Дієго (США). Належав до турнірів 2-ї категорії в рамках Туру WTA 2000. Тривав з 31 липня до 6 серпня 2000 року. Третя сіяна Вінус Вільямс здобула титул в одиночному розряді.

## Фінальна частина

### Одиночний розряд
Вінус Вільямс —  Моніка Селеш, 6–0, 6–7, 6–3
- Для Вільямс це був 3-й титул в одиночному розряді за сезон і 12-й — за кар'єру.

### Парний розряд
Ліза Реймонд /  Ренне Стаббс —  Ліндсі Девенпорт /  Анна Курнікова, 4–6, 6–3, 7–6
- Для Реймонд це був 4-й титул за сезон і 22-й - за кар'єру. Для Стаббс це був 4-й титул за сезон і 25-й — за кар'єру.